# Viljus
Viljus är en sjö i kommunen Jockas i landskapet Södra Savolax i Finland. Sjön ligger 95,4 meter över havet. Arean är 86 hektar och strandlinjen är 7,19 kilometer lång. Sjön  ingår i Vuoksens huvudavrinningsområde.   Den ligger omkring 46 kilometer nordöst om S:t Michel och omkring 250 kilometer nordöst om Helsingfors. 